# Escuela Técnica Superior de Arquitectura de Valencia
La Escuela Técnica Superior de Arquitectura de Valencia (cuyo acrónimo es ETSAV) es la escuela de arquitectura de la Universidad Politécnica de Valencia (UPV).  La Escuela Técnica Superior de Arquitectura, se fundó en  1966. La única titulación que imparte es la de arquitecto según su programa de créditos aprobado en 2002 y según el nuevo plan de estudios de grado aprobado en 2010. Completa su programa educativo con un Máster Oficial en conservación de patrimonio arquitectónico y un Máster Oficial en arquitectura, urbanismo y paisaje. Es la única escuela de arquitectura pública de Valencia, existiendo otra en la Universidad CEU Cardenal Herrera e impartiéndose arquitectura en la sede de la Universidad Europea de Madrid en la ciudad, de carácter privado ambas.

## Escuela

### Ubicación
La escuela se encuentra en el Campus de Vera de la Universidad Politécnica de Valencia, sito entre el Camí de Vera y la Avenida del Tarongers (Plano interactivo). Ocupa una parte importante del campus de la universidad, ya que las aulas y departamentos se encuentran en los edificios 2A, 2B, 2C, 2D y 2F, siendo este último su sede principal. Delimita el Ágora de la universidad por una de sus esquinas. 

### Equipo directivo actual[7]
- Director: Ivan Cabrera i Fausto, Profesor Titular de Universidad
- Subdirector Jefe de Estudios: Ernesto Fenollosa Forner, Profesor Titular de Universidad
- Secretaria: Ángeles Mas Tomás, profesora titular de Universidad
- Subdirector de Ordenación Docente y Alumnado: José Luís Higón Calvet, Profesor Titular de Escuela Universitaria
- Subdirectora de Cultura: Maite Palomares Figueres, Profesora Contratada Doctora
- Subdirectora de Emprendimiento, Gestión Económica y Calidad: Alicia Llorca Ponce, Profesora titular de Universidad
- Subdirector de Relaciones Internacionales e Infraestructuras: Lluis Bosch Roig, Profesor Contratado Doctor
- Subdirectora de Cátedras de Empresa y Comunicación: Ana Portalés Mañanós, Profesora Contratado Doctora
- Subdirector de Planes de Estudio: José Manuel Barrera Puigdollers, Profesor Titular
- Subdirector de Investigación: Juan María Songel González, Profesor Titular

### Lista de directores[3]
| Nombre                     | Periodo                             |
| -------------------------- | ----------------------------------- |
| Román Jiménez Iranzo       | noviembre 1968 - junio 1973         |
| Miguel Colomina Barberá    | junio 1973 - junio 1977             |
| Joaquín García Sanz        | junio 1977 - junio 1978             |
| Violeta Montoliu Soler     | junio 1978 - noviembre de 1978      |
| Joaquín Arnau Amo          | noviembre de 1978 - febrero de 1981 |
| Nadal Batle Nicolau        | febrero de 1981 - diciembre de 1982 |
| Joaquín Arnau Amo          | diciembre de 1982 - julio de 1983   |
| Jaime Llinares Galiana     | julio de 1983 - febrero de 1986     |
| Vicente Galvañ Llopis      | marzo de 1986 - febrero de 1988     |
| Comisión Gestora           | enero de 1988 - marzo de 1988       |
| Bernardo Perepérez Ventura | marzo de 1988 - marzo de 1992       |
| Arturo Martínez Boquera    | marzo de 1992 - julio de 2003       |
| Ignacio Bosch Reig         | julio de 2003 - mayo de 2008        |
| Ana Llopis Reyna           | mayo de 2008 - mayo de 2012         |
| Vicente Más Llorens        | mayo de 2012 - noviembre de 2016    |
| Ivan Cabrera i Fausto      | diciembre de 2016 - actualidad      |

### Servicios
- Biblioteca (Centro de información arquitectónica),[8][9] con unos fondos de 4200 libros y 400 títulos de revistas.[cita requerida]
- Archivo de Arquitectura y Urbanismo (AAU). Con dibujos originales.
- Aula de informática.[10]
- Aula de ploteado.
- Taller de maquetas, dotado de instrumentación para maquetación profesional.[11]
- Sede de diversas ONG de índole arquitectónica: EASA (European Architectura Students Assembly), IASTE (International Association for the Exchange of Students for Technical Experience) y AEDP (Asociación de Estudiantes para la Defensa del Patrimonio)

### Alumnado
- n.º de alumnos (12-13): 3591
- n.º de PDI (06-07): 310
- n.º de PAS (06-07): 60
- Ingresados (05-06): 425
- Egresados (06-07): 350
- Nota de corte (07-08): 7,94

 Antiguos alumnos destacados 
- Santiago Calatrava
- Fernando Guallar